# Xing Huina
Xing Huina (chinesisch 邢慧娜, Pinyin Xíng Huìnà; * 25. Februar 1984 in Weifang) ist eine ehemalige chinesische Langstreckenläuferin und Olympiasiegerin im 10.000-Meter-Lauf.

## Biografie
Xing wuchs in der Provinz Shandong als Kind einer Bauernfamilie auf. Ihr Leichtathletiktraining begann sie an der Sportschule der Stadt Weifang. 1999 wechselte sie zur Mannschaft des Technischen Instituts der Provinz Shandong. 2002 holte sie bei den Asienspielen die Bronzemedaille über 10.000 Meter, und bei den Weltmeisterschaften 2003 in Paris/Saint-Denis wurde sie über dieselbe Distanz Siebte und stellte dabei den aktuellen Juniorinnenweltrekord von 30:31,55 min auf.
Beim 10.000-Meter-Lauf der Olympischen Spiele 2004 in Athen gewann Xing die Goldmedaille im 10.000-Meter-Lauf mit ihrer persönlichen Bestzeit von 30:24,36 min, wobei sie die Äthiopierinnen Ejegayehu Dibaba und Derartu Tulu im Schlussspurt auf die Plätze verwies. Bei den Weltmeisterschaften 2005 in Helsinki belegte sie über 5000 Meter in ihrer persönlichen Bestzeit von 14:43,64 min den fünften und über 10.000 Meter den vierten Platz, jeweils als erste Nichtäthiopierin.
Xing Huina hatte bei einer Größe von 1,66 m ein Wettkampfgewicht von 50 kg. Charakteristisch für sie war die ungewöhnliche, nicht angewinkelte Armhaltung während des Laufens.